# Sinergie
Sinergia (sau sinergismul; în greacă συνεργία, sau συνεργισμός synergismós, „cooperare”) se referă la interacțiunea sau cooperarea ființelor vii, substanțelor sau forțelor care dă naștere unui întreg care este mai mare decât simpla sumă a părților sale.
Teza lui Aristotel „Întregul este mai mult decât suma părților sale” poate fi privită ca o parafrază a termenului de sinergie; holismul⁠(d) se bazează pe această teză.
Sinergiile sunt examinate interdisciplinar ca obiect de cunoaștere în sinergetică.

## Sinergia în religie
În ortodoxie, catolicism și în multe alte confesiuni creștine, sinergia se referă la efortul comun al omului și al lui Dumnezeu în lucrarea de exploatare și mântuire, la interacțiunea dintre libertatea umană și har. 
Sf. Antonie cel Mare explică sinergia dintre Dumnezeu și om în acest proces prin cele 170 de „Învățături despre viața morală a oamenilor și despre buna purtare”. Potrivit învățăturii ortodoxe, viața însăși este creată în sinergia voinței libere a omului și a harului, iar ambele forțe joacă un rol creator, dar Dumnezeu creează omul nou, în timp ce voința creează doar condițiile necesare pentru aceasta.